# Beechcraft 1900
O Beechcraft 1900 é uma aeronave turboélice, com dois motores, fabricado pela The Beech Aircraft Corporation (atual Beechcraft), uma empresa de fabrico de aeronaves norte-americana. É uma aeronave utilizada em voos comerciais, e privados, de passageiros, e de carga, a nível regional. Foi produzido entre 1982 e 2002.
O Beechcraft 1900 é uma aeronave de 19 lugares, com uma tripulação de dois pilotos. Atinge uma velocidade máxima de 300kts (cerca de 550 kmh). Tem um alcance de 1.000nm, e pode voar a uma altitude máxima de 25.000ft (7.600m). O seu peso máximo à descolagem é de 7.668kg

## Modelos
- 1900
- 1900C
- 1900D
- C-12J (militar).